# Busan Asiad Mainstadion
Het Busan Asiad Main Stadion (ook wel Asiad Main Stadium genoemd) is een stadion in Busan, Zuid-Korea. Het stadion is geopend in 2001 en kan 53.864 toeschouwers herbergen. Vaste bespeler van het stadion is Busan I'Park, een voetbalclub die uitkomt in de K-League. Het stadion werd speciaal gebouwd voor de Aziatische Spelen 2002 en het Wereldkampioenschap voetbal 2002, dat werd georganiseerd door Zuid-Korea en Japan. 

## WK interlands
| №  | Datum       | Wedstrijd              | Uitslag | Competitie | Toeschouwers |
| -- | ----------- | ---------------------- | ------- | ---------- | ------------ |
| 1. | 2 juni 2002 | Paraguay – Zuid-Afrika | 2 – 2   | WK 2002    | 25.186       |
| 2. | 4 juni 2002 | Zuid-Korea – Polen     | 2 – 0   | WK 2002    | 48.760       |
| 3. | 6 juni 2002 | Frankrijk – Uruguay    | 0 – 0   | WK 2002    | 38.289       |